# هاري تورنر
هاري تورنر (بالإنجليزية: Harry Turner)‏ (19 يونيو 1882 بفارنبرة في المملكة المتحدة - 14 أبريل 1967) هو لاعب كرة قدم بريطاني (وحمل سابقاً جنسية المملكة المتحدة لبريطانيا العظمى وأيرلندا) في مركز الهجوم. لعب مع نادي ريدنغ ونادي ساوثهامبتون ونادي فارنبوروه.